# I Maccabei
I Maccabei (in tedesco: Die Maccabäer) è un'opera in tre atti di Anton Grigor'evič Rubinštejn, su libretto di Salomon Mosenthal.

## Storia della composizione
L'opera fu scritta tra il 1872 ed il 1874 e si basò su un dramma di Otto Ludwig, a sua volta liberamente ispirato al racconto biblico dei Maccabei. La sua prima rappresentazione ebbe luogo il 17 aprile 1875 alla Staatsoper di Berlino, diretta dallo stesso Rubinštejn, mentre problemi di censura non permisero che venisse messa in scena in Russia fino al gennaio del 1877. Le voci secondo cui quindi l'opera sarebbe stata rappresentata per la prima volta in Russia nella stagione 1876-77 aggravarono i dissidi tra Rubinštejn e Čajkovskij, il quale temeva che questo avrebbe rinviato la rappresentazione del suo Il fabbro Vakula (che tuttavia fu eseguito nel dicembre 1876). I Maccabei fu l'opera di maggior successo di Rubinštejn, venendo rappresentata nei teatri tedeschi e russi finché il compositore era in vita. Le recensioni che seguirono la sua prima a Berlino ne paragonarono il successo a quello dell'opera di Meyerbeer L'africana; dopo la sua prima rappresentazione a Vienna nel 1878, il critico Eduard Hanslick la giudicò un modello di sviluppo operistico alternativo alle opere di Richard Wagner.

## Trama
L'azione si svolge in Giudea tra le città di Modin e Gerusalemme nel 160 a.C..

### Atto I
Modin. Alcuni bambini seduti sui gradini delle case tessono ghirlande con fiori e nastri. Lea saluta i suoi figli, Joarim, Beniamino ed Eleazaro, ma ha rinnegato il suo primogenito Giuda, per il suo vergognoso matrimonio con la Semita Naomi. Lea racconta del sogno che ha avuto mentre era incinta di Eleazaro: il cielo le aveva annunciato che Dio avrebbe mandato un salvatore, che un giorno si sarebbe seduto sul trono di Davide. Una processione di pastori e pastorelle, guidata da Naomi, passa vicino alla casa di Lea. Naomi offre una ghirlanda a Lea, che la rifiuta. Naomi scoppia a piangere, ed in quel momento Giuda entra con una pelle di leone. Lea lo rimprovera per il suo comportamento e si lamenta del fatto che non ci sia un eroe che possa liberarli dai siriani. Il padre di Naomi, Boaz, insieme a Simei ed al coro che accompagna la figlia dichiarano che il nemico è troppo forte, mentre essi sono troppo deboli per combattere: questo è sufficiente per giustificare l'opposizione di Lea alle nozze di Giuda con Naomi. L'anziano sacerdote Ioiachim entra in scena, cercando Lea per annunciarle che Dio ha scelto i suoi figli per liberare il popolo d'Israele. Lea si rende conto che il suo sogno si avvererà. Ioiachim le dice che deve scegliere uno dei suoi figli per seguirlo, e Lea dopo un attimo di esitazione sceglie Giuda, che rifiuta, quindi ella si rivolge al suo secondogenito Eleazaro. Amri, uno dei Semiti, irrompe per annunciare che il re siriano Antioco ha preso Sion, e che le sue truppe si stanno avvicinando rapidamente a Modin. Nel mentre i soldati appaiono alle porte della città assieme ai sacerdoti greci, accompagnati da un coro di ragazzi con incensieri. Il comandante siriano Gorgia annuncia alla folla che Zeus regna ora nel tempio di Sion e che un tempio in onore di Pallade Atena sarà costruito a Modin. I siriani erigono immediatamente un altare presso le mura della città e lo coronano con un'immagine dorata della dea. Inorridita, Lea cerca di spronare Eleazaro all'azione, ma Amri ed i Semiti accettano docilmente gli ordini di Gorgia. Lea e Naomi si rifiutano di adorare l'idolo, e quando Boaz è costretto a sacrificare a Pallade, Giuda prende la spada di Gorgia, trafigge Boaz e distrugge l'altare. Con questa azione, Giuda scatena la rivolta contro i Siriani. Naomi è addolorata per la morte di suo padre, ucciso dalla mano di suo marito, mentre Amri ed i Semiti decretano una morte vergognosa per Giuda per aver ucciso Boaz.

### Atto II
Scena prima Una collina nei pressi di Emmaus. Giuda ed il suo esercito hanno sconfitto i siriani. Giuda vuole continuare la battaglia, ma Ioiachim lo implora di osservare il sabato e riposare, prima di riprendere la battaglia, anche se questo significa essere sopraffatti dal nemico. Il dilemma è risolto dall'arrivo dei Siriani che massacrano il sacerdote e gli Israeliti. Solo Giuda ha preso le armi e scompare nella battaglia.
Scena seconda Gli appartamenti di Cleopatra, figlia del re Antioco. Mentre Cleopatra si appoggia su un divano sognando Eros, viene raggiunta da Eleazaro che si è innamorato di lei e le racconta del suo lignaggio. La principessa gli annuncia che suo padre gli concederà la corona di Sion. Mano nella mano partono per Gerusalemme.
Scena terza Le strade di Modin. La gente saluta Lea e canta le lodi del Creatore. Solo Amri, Simei ed i Semiti non condividono questa gioia e prevedono la loro distruzione. Sarcasticamente la informano che Eleazaro è diventato l'amante di Cleopatra e pretende vendetta per il sangue di Boaz. Con i suoi due figli rimasti, Beniamino e Joarim, Lea dichiara che la vittoria è ancora possibile, ma i Semiti si prendono gioco di lei e cercano di strapparle i figli. Entra Naomi vestita a lutto. Amri e Simei chiedono che i figli di Lea siano immediatamente portati ad Antioco. Le suppliche di Naomi non hanno effetto ed i giovanetti vengono portati via. Le due donne rimangono sole e Lea capisce di essere stata ingiusta con Naomi. Ora unite nei loro sforzi, le due donne si precipitano al campo di Antioco.

### Atto III
Scena prima Notte nei pressi di Gerusalemme. La folla sta pregando davanti ad un tempio, chiedendo la liberazione. Entra Giuda pieno di vergogna per la morte dei suoi soldati, ma la gente si raduna attorno a lui. Arriva Naomi e gli dice che i suoi fratelli sono stati rapiti e portati al re. I due partono insieme mentre il sole sorge.
Scena seconda La tenda reale di Antioco nel campo siriano. Il re entra in silenzio, accompagnato da Cleopatra, Eleazaro e dal loro seguito. La causa dell'umore cupo di Antioco è un brutto sogno, in cui gli è stata negata la corona di Davide. Tuttavia viene incoraggiato e rinfrancato da Cleopatra ed Eleazaro. Gorgia conduce nella tenda Lea, che è venuta per chiedere la vita dei suoi figli, ma Antioco è implacabile. Solo quando Eleazaro interviene il re si calma, ed ordina che gli vengano portati Beniamino e Joarim, quindi annuncia che i due ragazzi non verranno giustiziati, se Lea insegnerà loro ad adorare Zeus. La malvagità di Antioco fa inorridire persino Eleazaro. Si ode un tuono ed il re ordina che Beniamino e Joarim siano arsi vivi. Eleazaro si precipita per unirsi a loro, e Lea lo riconosce nuovamente come suo figlio. Gorgia conduce i tre fratelli alla morte tra le fiamme. Si sente il loro canto fuori scena accompagnato da numerosi rombi di tuono. All'improvviso Antioco si stringe il petto in preda alle convulsioni. L'esercito guidato da Giuda disperde le truppe siriane, e Lea si ricongiunge per poco tempo con il suo primogenito, prima di morire straziata dal dolore. Naomi cade in ginocchio davanti al cadavere di Lea e Giuda proclama: "Il re di Sion è solo Dio!".